# Nunatak Montecino
Nunatak Montecino är en nunatak i Antarktis. Den ligger i Västantarktis. Argentina, Chile och Storbritannien gör anspråk på området. Toppen på Nunatak Montecino är 68 meter över havet.
Terrängen runt Nunatak Montecino är kuperad söderut, men åt nordväst är den platt. Havet är nära Nunatak Montecino åt sydost. Trakten är obefolkad. Det finns inga samhällen i närheten.